# Чемпіонат світу з футболу 2014 (кваліфікаційний раунд, УЄФА, група F)
Кваліфікаційний раунд чемпіонату світу з футболу 2014 в зоні УЄФА у Групі F визначив учасника ЧС-2014 у Бразилії від УЄФА. Ним стала збірна Росії, Португалія вийшла до стадії плей-оф кваліфікаційного раунду.

## Турнірна таблиця
| М  | Команда           | І  | В | Н | П | МЗ | МП | РМ  | О  |
| -- | ----------------- | -- | - | - | - | -- | -- | --- | -- |
| 1. | Росія             | 10 | 7 | 1 | 2 | 20 | 5  | +15 | 22 |
| 2. | Португалія        | 10 | 6 | 3 | 1 | 20 | 9  | +11 | 21 |
| 3. | Ізраїль           | 10 | 3 | 5 | 2 | 19 | 14 | +5  | 14 |
| 4. | Азербайджан       | 10 | 1 | 6 | 3 | 7  | 11 | −4  | 9  |
| 5. | Північна Ірландія | 10 | 1 | 4 | 5 | 9  | 17 | −8  | 7  |
| 6. | Люксембург        | 10 | 1 | 3 | 6 | 7  | 26 | −19 | 6  |

## Результати матчів
Розклад матчів був визначений у Люксембурзі, Люксембург 25 листопада 2011 року.
| 7 вересня 2012 19:00 UTC+4 |

| Росія                           | 2 – 0           | Північна Ірландія |
| ------------------------------- | --------------- | ----------------- |
| Файзулін 30' Широков 78' (пен.) | Протокол(англ.) |                   |

| Локомотив, Москва Арбітр: Антоніо Матео Лаос (Іспанія) |

| 7 вересня 2012 21:00 UTC+5 |

| Азербайджан | 1 – 1           | Ізраїль   |
| ----------- | --------------- | --------- |
| Абішов 65'  | Протокол(англ.) | Натхо 50' |

| Тофік Бахрамов, Баку Арбітр: Матей Юг (Словенія) |

| 7 вересня 2012 20:45 UTC+2 |

| Люксембург  | 1 – 2           | Португалія              |
| ----------- | --------------- | ----------------------- |
| да Мота 13' | Протокол(англ.) | Роналду 28' Поштіга 54' |

| Джозі Бартел, Люксембург Арбітр: Крісто Товер (Естонія) |

| 11 вересня 2012 |

| Ізраїль | 0 – 4           | Росія                                     |
| ------- | --------------- | ----------------------------------------- |
|         | Протокол(англ.) | Кержаков 7', 64' Кокорін 18' Файзулін 77' |

| Рамат-Ган, Рамат-Ган Глядачів: 30 000 Арбітр: Марк Клаттенбург (Англія) |

| 11 вересня 2012 19:45 UTC+1 |

| Північна Ірландія | 1 – 1           | Люксембург  |
| ----------------- | --------------- | ----------- |
| Шиелз 14'         | Протокол(англ.) | да Мота 87' |

| Віндзор-Парк, Белфаст Глядачів: 11 430 Арбітр: Владо Глоджович (Сербія) |

| 11 вересня 2012 20:15 UTC+1 |

| Португалія                       | 3 – 0           | Азербайджан |
| -------------------------------- | --------------- | ----------- |
| Варела 64' Поштіга 85' Алвеш 88' | Протокол(англ.) |             |

| Муніципальний, Брага Арбітр: Шимон Марциняк (Польща) |

| 12 жовтня 2012 19:00 UTC+4 |

| Росія       | 1 – 0           | Португалія |
| ----------- | --------------- | ---------- |
| Кержаков 6' | Протокол(англ.) |            |

| Лужники, Москва Глядачів: 75 000 Арбітр: Віктор Кашшаї (Угорщина) |

| 12 жовтня 2012 21:00 UTC+2 |

| Люксембург | 0 – 6           | Ізраїль                                                  |
| ---------- | --------------- | -------------------------------------------------------- |
|            | Протокол(англ.) | Раді 4' Бен Басат 12' Хемед 27', 73', 90+1' Меліксон 60' |

| Джозі Бартел, Люксембург Глядачів: 2 631 Арбітр: Леонтіос Тратту (Кіпр) |

| 16 жовтня 2012 19:00 UTC+4 |

| Росія              | 1 – 0           | Азербайджан |
| ------------------ | --------------- | ----------- |
| Широков 84' (пен.) | Протокол(англ.) |             |

| Лужники, Москва Глядачів: 15 033 Арбітр: Александар Ставрев (Македонія) |

| 16 жовтня 2012 18:00 UTC+2 |

| Ізраїль                      | 3 – 0           | Люксембург |
| ---------------------------- | --------------- | ---------- |
| Хемед 13', 48' Бен Басат 35' | Протокол(англ.) |            |

| Рамат-Ган, Рамат-Ган Глядачів: 20 400 Арбітр: Гаральд Лехнер (Австрія) |

| 16 жовтня 2012 20:45 UTC+1 |

| Португалія  | 1 – 1           | Північна Ірландія |
| ----------- | --------------- | ----------------- |
| Поштіга 79' | Протокол(англ.) | Макгінн 30'       |

| Ештадіу ду Драгау, Порту Глядачів: 48 711 Арбітр: Тортсен Кінгефер (Німеччина) |

| 14 листопада 2012 19:45 UTC±0 |

| Північна Ірландія | 1 – 1           | Азербайджан |
| ----------------- | --------------- | ----------- |
| Гілі 90+6'        | Протокол(англ.) | Алієв 5'    |

| Віндзор Парк, Белфаст Арбітр: Віктор Швецов (Україна) |

| 22 березня 2013 14:45 UTC+2 |

| Ізраїль                            | 3 – 3           | Португалія                          |
| ---------------------------------- | --------------- | ----------------------------------- |
| Хемед 24' Бен Басат 40' Гершон 69' | Протокол(англ.) | Алвеш 2' Поштіга 72' Коентрау 90+2' |

| Рамат-Ган Стедіум, Рамат-Ган Арбітр: Стефан Ланнуа (Франція) |

| 22 березня 2013 20:15 UTC+1 |

| Люксембург | 0 – 0           | Азербайджан |
| ---------- | --------------- | ----------- |
|            | Протокол(англ.) |             |

| Джозі Бартел, Люксембург Глядачів: 1 324 Арбітр: Педрай Саттон (Ірландія) |

| 26 березня 2013 21:00 UTC+4 |

| Азербайджан | 0 – 2           | Португалія            |
| ----------- | --------------- | --------------------- |
|             | Протокол(англ.) | Алвеш 63' Алмейда 79' |

| Стадіон імен Тофіка Бахрамова, Баку Арбітр: Андре Маррінер (Англія) |

| 26 березня 2013 19:45 UTC±0 |

| Північна Ірландія | 0 – 2           | Ізраїль                    |
| ----------------- | --------------- | -------------------------- |
|                   | Протокол(англ.) | Рафаелов 78' Бен Басат 84' |

| Віндзор-Парк, Белфаст Арбітр: Ганнс Каасік (Естонія) |

| 7 червня 2013 21:00 UTC+5 |

| Азербайджан | 1 – 1           | Люксембург |
| ----------- | --------------- | ---------- |
| Абишов 71'  | Протокол(англ.) | Бенсі 81'  |

| Бакселл Арена, Баку Арбітр: Мігалі Фабіян (Угорщина) |

| 7 червня 2013 20:45 UTC+1 |

| Португалія | 1 – 0           | Росія |
| ---------- | --------------- | ----- |
| Поштіґа 9' | Протокол(англ.) |       |

| Луж, Лісабон Арбітр: Дамир Скомина (Словенія) |

| 14 серпня 2013 19:45 UTC+1 |

| Північна Ірландія | 1 – 0           | Росія |
| ----------------- | --------------- | ----- |
| Патерсон 43'      | Протокол(англ.) |       |

| Віндзор-Парк, Белфаст Арбітр: Том Гаральд Гаген (Норвегія) |

| 6 вересня 2013 19:30 UTC+4 |

| Росія                                      | 4 – 1           | Люксембург |
| ------------------------------------------ | --------------- | ---------- |
| Кокорін 1', 36' Кержаков 60' Самедов 90+3' | Протокол(англ.) | Йоахим 90' |

| Центральний стадіон, Казань Арбітр: Боббі Мадден (Шотландія) |

| 6 вересня 2013 19:45 UTC+1 |

| Північна Ірландія   | 2 – 4           | Португалія                      |
| ------------------- | --------------- | ------------------------------- |
| Маколі 37' Ворд 52' | Протокол(англ.) | Алвеш 21' Роналду 68', 77', 83' |

| Віндзор-Парк, Белфаст Глядачів: 12 001 Арбітр: Данні Маккелі (Нідерланди) |

| 7 вересня 2013 20:45 UTC+3 |

| Ізраїль    | 1 – 1           | Азербайджан    |
| ---------- | --------------- | -------------- |
| Шехтер 73' | Протокол(англ.) | Аміргулієв 61' |

| Рамат-Ган Стедіум, Рамат-Ган Глядачів: 21 250 Арбітр: Стефан Йоганнесон (Швеція) |

| 10 вересня 2013 19:00 UTC+4 |

| Росія                                       | 3 – 1           | Ізраїль      |
| ------------------------------------------- | --------------- | ------------ |
| В. Березуцький 49' Кокорін 52' Глушаков 74' | Протокол(англ.) | Захаві 90+3' |

| Петровський, Санкт-Петербург Глядачів: 21 000 Арбітр: Мануель Грефе (Німеччина) |

| 10 вересня 2013 20:15 UTC+2 |

| Люксембург                    | 3 – 2           | Північна Ірландія       |
| ----------------------------- | --------------- | ----------------------- |
| Йоахим 47' Бенсі 78' Єніш 88' | Протокол(англ.) | Патерсон 14' Маколі 82' |

| Джозі Бартел, Люксембург Глядачів: 1 114 Арбітр: Роберт Малек (Польща) |

| 11 жовтня 2013 21:00 UTC+5 |

| Азербайджан               | 2 – 0           | Північна Ірландія |
| ------------------------- | --------------- | ----------------- |
| Дадашов 58' Шукуров 90+5' | Протокол(англ.) |                   |

| Бакселл Арена, Баку Арбітр: Андреа Де Марко (Італія) |

| 11 жовтня 2013 20:30 UTC+2 |

| Люксембург | 0 – 4           | Росія                                               |
| ---------- | --------------- | --------------------------------------------------- |
|            | Протокол(англ.) | Самедов 9' Файзулін 39' Глушаков 45+2' Кержаков 73' |

| Джозі Бартел, Люксембург Арбітр: Штефан Штудер (Швейцарія) |

| 11 жовтня 2013 20:45 UTC+1 |

| Португалія | 1 – 1           | Ізраїль       |
| ---------- | --------------- | ------------- |
| Кошта 27'  | Протокол(англ.) | Бен Басат 85' |

| Ештадіу Жозе Алваладе, Лісабон Глядачів: 52 000 Арбітр: Том Гаральд Гаген (Норвегія) |

| 15 жовтня 2013 22:00 UTC+5 |

| Азербайджан  | 1 – 1           | Росія       |
| ------------ | --------------- | ----------- |
| Джавадов 90' | Протокол(англ.) | Широков 15' |

| Бакселл Арена, Баку Арбітр: Милорад Мажич (Сербія) |

| 15 жовтня 2013 20:00 UTC+3 |

| Ізраїль       | 1 – 1           | Північна Ірландія |
| ------------- | --------------- | ----------------- |
| Бен Басат 43' | Протокол(англ.) | Девіс 72'         |

| Рамат-Ган, Рамат-Ган Арбітр: Лоран Дюамель (Франція) |

| 15 жовтня 2013 18:00 UTC+1 |

| Португалія                      | 3 – 0           | Люксембург |
| ------------------------------- | --------------- | ---------- |
| Варела 29' Нані 36' Поштіга 78' | Протокол(англ.) |            |

| Ештадіу Сідад де Коїмбра, Коїмбра Арбітр: Бюлент Їлдрим (Туреччина) |

## Бомбардири
6 голів
| - Еден Бен Басат | - Томер Хемед | - Елдер Поштіга |

5 голів
| - Олександр Кержаков |

4 голи
| - Бруну Алвеш | - Кріштіану Роналду | - Олександр Кокорін |  |